# 美國面積最大縣份列表
以下為美國中100個面積最大的縣份列表。此列表是根据美国人口调查局2000年人口普查統計顯示的資料來計算县份的总面积。一個縣份的总面积即是其陸地面積和水域面積的總和。另外，阿拉斯加州並沒有縣份。
當僅僅計算縣份的陸地面積時，最大面積縣份排名會有改變。例如密歇根州的基威諾縣和阿爾傑縣的大部份面積皆為水域面積，因此若僅計算縣份的陸地面積時，這些縣份便不再是最大面積縣份之一。這個列表亦包括了僅計算縣份的陸地面積時，能夠成為100個面積最大縣份的縣。它們分別是約翰遜縣、凯恩县、林肯縣和韋爾德縣。

## 最大縣份列表

第1位—聖貝納迪諾縣

第10位—哈尼縣

第20位—克恩县

第30位—聖路易斯縣

第40位—克拉馬斯縣

第50位—尤馬縣

第60位—瓦利縣

第70位—坎貝爾縣

第80位—哈得斯佩斯縣

第90位—皮斯卡特奎斯縣

第100位—尤里卡縣

| 排名        | 縣份           | 州份         | 縣治             | 總面積                            | 陸地面積                          |
| ----------- | -------------- | ------------ | ---------------- | --------------------------------- | --------------------------------- |
| 1           | 聖貝納迪諾縣   | 加利福尼亚州 | 聖貝納迪諾       | 20,105.32平方英里（52,072.5平方） | 20,052.5平方英里（51,936平方）    |
| 2           | 可可尼諾縣     | 亚利桑那州   | 弗拉格斯塔夫     | 18,661.21平方英里（48,332.3平方） | 18,617.42平方英里（48,218.9平方） |
| 3           | 奈縣           | 内华达州     | 托諾帕           | 18,158.73平方英里（47,030.9平方） | 18,146.66平方英里（46,999.6平方） |
| 4           | 埃爾科縣       | 内华达州     | 埃爾科           | 17,202.94平方英里（44,555.4平方） | 17,179.03平方英里（44,493.5平方） |
| 5           | 莫哈維縣       | 亚利桑那州   | 金曼             | 13,469.71平方英里（34,886.4平方） | 13,311.64平方英里（34,477.0平方） |
| 6           | 阿帕契縣       | 亚利桑那州   | 聖約翰斯         | 11,218.42平方英里（29,055.6平方） | 11,204.88平方英里（29,020.5平方） |
| 7           | 林肯縣         | 内华达州     | 皮奧奇           | 10,636.77平方英里（27,549.1平方） | 10,633.61平方英里（27,540.9平方） |
| 8           | 甘霖縣         | 怀俄明州     | 綠河             | 10,491.17平方英里（27,172.0平方） | 10,425.3平方英里（27,001平方）    |
| 9           | 因約縣         | 加利福尼亚州 | 独立城           | 10,226.98平方英里（26,487.8平方） | 10,203.1平方英里（26,426平方）    |
| 10          | 哈尼縣         | 俄勒冈州     | 柏恩斯           | 10,226.49平方英里（26,486.5平方） | 10,134.33平方英里（26,247.8平方） |
| 11          | 納瓦霍縣       | 亚利桑那州   | 霍爾布魯克       | 9,959.49平方英里（25,795.0平方）  | 9,953.18平方英里（25,778.6平方）  |
| 12          | 馬盧爾縣       | 俄勒冈州     | 韋爾             | 9,929.99平方英里（25,718.6平方）  | 9,887.09平方英里（25,607.4平方）  |
| 13          | 洪堡縣         | 内华达州     | 溫尼馬卡         | 9,657.87平方英里（25,013.8平方）  | 9,647.91平方英里（24,988.0平方）  |
| 14          | 弗里蒙特縣     | 怀俄明州     | 蘭德             | 9,265.8平方英里（23,998平方）     | 9,182.27平方英里（23,782.0平方）  |
| 15          | 馬里科帕縣     | 亚利桑那州   | 鳳凰城           | 9,224.27平方英里（23,890.7平方）  | 9,203.14平方英里（23,836.0平方）  |
| 16          | 皮馬縣         | 亚利桑那州   | 圖森             | 9,188.83平方英里（23,799.0平方）  | 9,186.27平方英里（23,792.3平方）  |
| 17          | 白松縣         | 内华达州     | 伊利             | 8,896.6平方英里（23,042平方）     | 8,875.98平方英里（22,988.7平方）  |
| 18          | 愛達荷縣       | 爱达荷州     | 格蘭奇維爾       | 8,502.48平方英里（22,021.3平方）  | 8,484.88平方英里（21,975.7平方）  |
| 19          | 萊克縣         | 俄勒冈州     | 拉克夫由         | 8,358.47平方英里（21,648.3平方）  | 8,135.75平方英里（21,071.5平方）  |
| 20          | 克恩縣         | 加利福尼亚州 | 貝克斯菲爾德     | 8,161.42平方英里（21,138.0平方）  | 8,140.96平方英里（21,085.0平方）  |
| 21          | 亞瓦派縣       | 亚利桑那州   | 普雷斯科特       | 8,127.78平方英里（21,050.9平方）  | 8,123.3平方英里（21,039平方）     |
| 22          | 克拉克縣       | 内华达州     | 拉斯維加斯       | 8,090.66平方英里（20,954.7平方）  | 7,910.34平方英里（20,487.7平方）  |
| 23          | 卡本縣         | 怀俄明州     | 羅林斯           | 7,964.03平方英里（20,626.7平方）  | 7,896.14平方英里（20,450.9平方）  |
| 24          | 聖胡安縣       | 犹他州       | 蒙蒂塞洛         | 7,933.09平方英里（20,546.6平方）  | 7,820.18平方英里（20,254.2平方）  |
| 25          | 奧懷希縣       | 爱达荷州     | 莫菲             | 7,696.71平方英里（19,934.4平方）  | 7,677.98平方英里（19,885.9平方）  |
| 26          | 河濱縣         | 加利福尼亚州 | 里弗賽德         | 7,303.13平方英里（18,915.0平方）  | 7,207.37平方英里（18,667.0平方）  |
| 27          | 圖埃勒縣       | 犹他州       | 圖埃勒           | 7,287.12平方英里（18,873.6平方）  | 6,930.35平方英里（17,949.5平方）  |
| 28          | 帕克縣         | 怀俄明州     | 科迪             | 6,968.51平方英里（18,048.4平方）  | 6,942.39平方英里（17,980.7平方）  |
| 29          | 卡特倫縣       | 新墨西哥州   | 里瑟夫           | 6,929.03平方英里（17,946.1平方）  | 6,927.81平方英里（17,942.9平方）  |
| 30          | 聖路易斯縣     | 明尼苏达州   | 杜魯日           | 6,859.91平方英里（17,767.1平方）  | 6,225.16平方英里（16,123.1平方）  |
| 31          | 阿魯斯圖克縣   | 缅因州       | 霍爾頓           | 6,828.79平方英里（17,686.5平方）  | 6,671.54平方英里（17,279.2平方）  |
| 32          | 米勒德縣       | 犹他州       | 菲爾莫爾         | 6,828.01平方英里（17,684.5平方）  | 6,589.13平方英里（17,065.8平方）  |
| 33          | 博克斯埃爾德縣 | 犹他州       | 布里格姆城       | 6,729.03平方英里（17,428.1平方）  | 5,723.34平方英里（14,823.4平方）  |
| 34          | 索科羅縣       | 新墨西哥州   | 索科羅           | 6,648.71平方英里（17,220.1平方）  | 6,646.4平方英里（17,214平方）     |
| 35          | 奧特羅縣       | 新墨西哥州   | 阿拉莫戈多       | 6,627.43平方英里（17,165.0平方）  | 6,626.5平方英里（17,163平方）     |
| 36          | 瓦肖縣         | 内华达州     | 里诺             | 6,551.32平方英里（16,967.8平方）  | 6,342.27平方英里（16,426.4平方）  |
| 37          | 錫斯基尤縣     | 加利福尼亚州 | 怀里卡           | 6,347.46平方英里（16,439.8平方）  | 6,286.78平方英里（16,282.7平方）  |
| 38          | 科奇斯縣       | 亚利桑那州   | 比斯比           | 6,218.77平方英里（16,106.5平方）  | 6,169.45平方英里（15,978.8平方）  |
| 39          | 布魯斯德縣     | 得克萨斯州   | 阿爾派恩         | 6,192.78平方英里（16,039.2平方）  | 6,192.61平方英里（16,038.8平方）  |
| 40          | 克拉馬斯縣     | 俄勒冈州     | 克拉馬斯佛斯     | 6,135.75平方英里（15,891.5平方）  | 5,944.19平方英里（15,395.4平方）  |
| 41          | 查维斯县       | 新墨西哥州   | 羅斯維爾         | 6,075.07平方英里（15,734.4平方）  | 6,070.86平方英里（15,723.5平方）  |
| 42          | 潘興縣         | 内华达州     | 拉夫洛克         | 6,067.55平方英里（15,714.9平方）  | 6,036.56平方英里（15,634.6平方）  |
| 43          | 費雷斯諾縣     | 加利福尼亚州 | 佛雷斯諾         | 6,017.42平方英里（15,585.0平方）  | 5,962.73平方英里（15,443.4平方）  |
| 44          | 切里縣         | 内布拉斯加州 | 瓦倫泰恩         | 6,009.54平方英里（15,564.6平方）  | 5,960.52平方英里（15,437.7平方）  |
| 45          | 基威諾縣       | 密歇根州     | 伊格爾里弗       | 5,965.96平方英里（15,451.8平方）  | 540.97平方英里（1,401.1平方）     |
| 46          | 里奧阿里巴縣   | 新墨西哥州   | 鐵拉阿馬里亞     | 5,896.1平方英里（15,271平方）     | 5,857.63平方英里（15,171.2平方）  |
| 47          | 比弗黑德縣     | 蒙大拿州     | 狄龍             | 5,572.04平方英里（14,431.5平方）  | 5,542.31平方英里（14,354.5平方）  |
| 48          | 聖胡安縣       | 新墨西哥州   | 阿茲特克         | 5,538.36平方英里（14,344.3平方）  | 5,514.02平方英里（14,281.2平方）  |
| 49          | 蘭德縣         | 内华达州     | 巴特爾芒廷       | 5,519.47平方英里（14,295.4平方）  | 5,493.63平方英里（14,228.4平方）  |
| 50          | 尤馬縣         | 亚利桑那州   | 尤馬             | 5,518.96平方英里（14,294.0平方）  | 5,514.09平方英里（14,281.4平方）  |
| 51          | 麥金萊縣       | 新墨西哥州   | 蓋洛普           | 5,455.22平方英里（14,129.0平方）  | 5,448.72平方英里（14,112.1平方）  |
| 52          | 納特羅納縣     | 怀俄明州     | 卡斯珀           | 5,375.72平方英里（13,923.1平方）  | 5,339.88平方英里（13,830.2平方）  |
| 53          | 皮納爾縣       | 亚利桑那州   | 弗洛倫斯         | 5,374.09平方英里（13,918.8平方）  | 5,369.59平方英里（13,907.2平方）  |
| 54          | 奧卡諾根縣     | 华盛顿州     | 奧卡諾根         | 5,315.16平方英里（13,766.2平方）  | 5,268.07平方英里（13,644.2平方）  |
| 55          | 弗拉特黑德縣   | 蒙大拿州     | 卡利斯佩尔       | 5,256.45平方英里（13,614.1平方）  | 5,098.34平方英里（13,204.6平方）  |
| 56          | 菲利普斯縣     | 蒙大拿州     | 马耳他           | 5,212.17平方英里（13,499.5平方）  | 5,139.57平方英里（13,311.4平方）  |
| 57          | 加菲爾德縣     | 犹他州       | 潘圭奇           | 5,208.2平方英里（13,489平方）     | 5,174.22平方英里（13,401.2平方）  |
| 58          | 道格拉斯縣     | 俄勒冈州     | 羅斯堡           | 5,133.83平方英里（13,296.6平方）  | 5,036.62平方英里（13,044.8平方）  |
| 59          | 夏威夷縣       | 夏威夷州     | 希洛             | 5,086.7平方英里（13,174平方）     | 4,028.02平方英里（10,432.5平方）  |
| 60          | 瓦利縣         | 蒙大拿州     | 格拉斯哥         | 5,061.98平方英里（13,110.5平方）  | 4,921平方英里（12,750平方）       |
| 61          | 阿爾傑縣       | 密歇根州     | 繆尼辛           | 5,049.08平方英里（13,077.1平方）  | 917.83平方英里（2,377.2平方）     |
| 62          | 羅斯布德縣     | 蒙大拿州     | 福賽斯           | 5,026.94平方英里（13,019.7平方）  | 5,012.37平方英里（12,982.0平方）  |
| 63          | 邱吉爾縣       | 内华达州     | 法倫             | 5,023.38平方英里（13,010.5平方）  | 4,929.08平方英里（12,766.3平方）  |
| 64          | 比格霍恩縣     | 蒙大拿州     | 哈丁             | 5,014.65平方英里（12,987.9平方）  | 4,994.81平方英里（12,936.5平方）  |
| 65          | 卡斯特縣       | 爱达荷州     | 查利斯           | 4,936.79平方英里（12,786.2平方）  | 4,925.45平方英里（12,756.9平方）  |
| 66          | 薩布萊特縣     | 怀俄明州     | 派恩代爾         | 4,935.66平方英里（12,783.3平方）  | 4,882.57平方英里（12,645.8平方）  |
| 67          | 加菲爾德縣     | 蒙大拿州     | 喬丹             | 4,847.54平方英里（12,555.1平方）  | 4,668.06平方英里（12,090.2平方）  |
| 68          | 圖萊里縣       | 加利福尼亚州 | 維塞利亞         | 4,839.09平方英里（12,533.2平方）  | 4,823.97平方英里（12,494.0平方）  |
| 69          | 林肯縣         | 新墨西哥州   | 喀里索索         | 4,831.25平方英里（12,512.9平方）  | 4,830.97平方英里（12,512.2平方）  |
| 70          | 坎貝爾縣       | 怀俄明州     | 吉莱特           | 4,801.56平方英里（12,436.0平方）  | 4,796.76平方英里（12,423.6平方）  |
| 71          | 希拉縣         | 亚利桑那州   | 格洛布           | 4,795.74平方英里（12,420.9平方）  | 4,767.7平方英里（12,348平方）     |
| 72          | 拉斯阿尼馬斯縣 | 科罗拉多州   | 特立尼達         | 4,775.42平方英里（12,368.3平方）  | 4,772.63平方英里（12,361.1平方）  |
| 73          | 貝可斯縣       | 得克萨斯州   | 斯托克頓堡       | 4,764.73平方英里（12,340.6平方）  | 4,763.66平方英里（12,337.8平方）  |
| 74          | 洛杉磯縣       | 加利福尼亚州 | 洛杉磯           | 4,752.32平方英里（12,308.5平方）  | 4,060.87平方英里（10,517.6平方）  |
| 75          | 莫弗特縣       | 科罗拉多州   | 克雷格           | 4,750.94平方英里（12,304.9平方）  | 4,742.25平方英里（12,282.4平方）  |
| 76          | 聖米格爾縣     | 新墨西哥州   | 拉斯維加斯       | 4,735.63平方英里（12,265.2平方）  | 4,717.04平方英里（12,217.1平方）  |
| 77          | 雷恩縣         | 俄勒冈州     | 尤金             | 4,721.79平方英里（12,229.4平方）  | 4,554平方英里（11,790平方）       |
| 78          | 拉森縣         | 加利福尼亚州 | 蘇珊維爾         | 4,720.37平方英里（12,225.7平方）  | 4,557.27平方英里（11,803.3平方）  |
| 79          | 葛蘭姆縣       | 亚利桑那州   | 薩福德           | 4,641.14平方英里（12,020.5平方）  | 4,629.32平方英里（11,989.9平方）  |
| 80          | 哈得斯佩斯縣   | 得克萨斯州   | 西埃拉布蘭卡     | 4,571.93平方英里（11,841.2平方）  | 4,571平方英里（11,840平方）       |
| 81          | 萊姆哈伊縣     | 爱达荷州     | 沙蒙             | 4,569.5平方英里（11,835平方）     | 4,564.16平方英里（11,821.1平方）  |
| 82          | 錫沃拉縣       | 新墨西哥州   | 格蘭茨           | 4,541.71平方英里（11,763.0平方）  | 4,539.21平方英里（11,756.5平方）  |
| 83          | 格蘭特縣       | 俄勒冈州     | 峽谷城           | 4,529.32平方英里（11,730.9平方）  | 4,528.6平方英里（11,729平方）     |
| 84          | 聖迭戈縣       | 加利福尼亚州 | 聖地牙哥         | 4,525.52平方英里（11,721.0平方）  | 4,199.89平方英里（10,877.7平方）  |
| 85          | 拉巴斯縣       | 亚利桑那州   | 帕克             | 4,513.36平方英里（11,689.5平方）  | 4,499.95平方英里（11,654.8平方）  |
| 86          | 尤因塔縣       | 犹他州       | 韋納爾           | 4,498.98平方英里（11,652.3平方）  | 4,477.07平方英里（11,595.6平方）  |
| 87          | 因皮里爾縣     | 加利福尼亚州 | 埃爾森特羅       | 4,481.73平方英里（11,607.6平方）  | 4,174.73平方英里（10,812.5平方）  |
| 88          | 艾麥里縣       | 犹他州       | 代爾堡           | 4,461.54平方英里（11,555.3平方）  | 4,451.85平方英里（11,530.2平方）  |
| 89          | 利縣           | 新墨西哥州   | 拉溫頓           | 4,394.02平方英里（11,380.5平方）  | 4,392.96平方英里（11,377.7平方）  |
| 90          | 皮斯卡特奎斯縣 | 缅因州       | 多佛法斯克羅鎮   | 4,377.36平方英里（11,337.3平方）  | 3,966.22平方英里（10,272.5平方）  |
| 91          | 弗格斯縣       | 蒙大拿州     | 刘易斯敦         | 4,350.36平方英里（11,267.4平方）  | 4,339.17平方英里（11,238.4平方）  |
| 92          | 雅基馬縣       | 华盛顿州     | 雅基馬           | 4,311.61平方英里（11,167.0平方）  | 4,296.23平方英里（11,127.2平方）  |
| 93          | 奧爾巴尼縣     | 怀俄明州     | 拉勒米           | 4,308.79平方英里（11,159.7平方）  | 4,272.75平方英里（11,066.4平方）  |
| 94          | 康弗斯縣       | 怀俄明州     | 道格拉斯         | 4,265.1平方英里（11,047平方）     | 4,254.72平方英里（11,019.7平方）  |
| 95          | 布萊恩縣       | 蒙大拿州     | 希努克           | 4,238.92平方英里（10,978.8平方）  | 4,226.18平方英里（10,945.8平方）  |
| 96          | 謝拉縣         | 新墨西哥州   | 特魯斯康西昆西斯 | 4,236.3平方英里（10,972平方）     | 4,180.23平方英里（10,826.7平方）  |
| 97          | 提頓縣         | 怀俄明州     | 傑克遜           | 4,221.8平方英里（10,934平方）     | 4,007.76平方英里（10,380.1平方）  |
| 98          | 莫多克縣       | 加利福尼亚州 | 阿爾圖拉斯       | 4,203.37平方英里（10,886.7平方）  | 3,944.1平方英里（10,215平方）     |
| 99          | 埃迪縣         | 新墨西哥州   | 卡爾斯巴德       | 4,197.57平方英里（10,871.7平方）  | 4,182.02平方英里（10,831.4平方）  |
| 100         | 尤里卡縣       | 内华达州     | 尤里卡           | 4,179.96平方英里（10,826.0平方）  | 4,175.68平方英里（10,815.0平方）  |
| 101 （94）  | 約翰遜縣       | 怀俄明州     | 布法羅           | 4,174.71平方英里（10,812.4平方）  | 4,166.28平方英里（10,790.6平方）  |
| 102 （100） | 凱恩縣         | 犹他州       | 卡納布           | 4,108.42平方英里（10,640.8平方）  | 3,991.96平方英里（10,339.1平方）  |
| 104 （95）  | 林肯縣         | 怀俄明州     | 凱默勒           | 4,089.01平方英里（10,590.5平方）  | 4,069.09平方英里（10,538.9平方）  |
| 106 （99）  | 韋爾德縣       | 科罗拉多州   | 格里利           | 4,021.56平方英里（10,415.8平方）  | 3,992.45平方英里（10,340.4平方）  |

### 腳註
1. 1 2 3 4  若僅計算縣份的陸地面積，這些縣份將能躋身首100名。

## 阿拉斯加自治市鎮和統計區

阿拉斯加與美國本土48州的面積比較

與大部份美國州份不同，阿拉斯加州被劃分為18個自治市鎮和11個統計區。若將阿拉斯加的自治市鎮和統計區計算進縣份中，那麼美國最大的11個縣份都會是阿拉斯加的自治市鎮和統計區。以下列表為阿拉斯加自治市鎮和統計區在上述列表的位置。
無建制自治市鎮並沒有被計算進列表中，全因其性質與縣份不同。無建制自治市鎮的總面積為323,440平方英里（837,700平方），並且比美國除阿拉斯加州外任何州份的面積都要大。
這個列表中的排名顯示這些自治市鎮和統計區在面積最大縣份列表中能夠得到的的排名。

育空-科尤庫克人口普查區

基奈半島自治市鎮

無建制自治市鎮

| 排名  | 自治市鎮和統計區              | 州份       | 總面積                              | 陸地面積                            |
| ----- | ----------------------------- | ---------- | ----------------------------------- | ----------------------------------- |
| 1     | 育空-科尤庫克人口普查區       | 阿拉斯加州 | 147,842.51平方英里（382,910.3平方） | 145,899.69平方英里（377,878.5平方） |
| 2     | 北坡自治市鎮                  | 阿拉斯加州 | 94,762.64平方英里（245,434.1平方）  | 88,817.12平方英里（230,035.3平方）  |
| 3     | 貝塞爾人口普查區              | 阿拉斯加州 | 45,508.46平方英里（117,866.4平方）  | 40,633.31平方英里（105,239.8平方）  |
| 4     | 西北-北極自治市鎮             | 阿拉斯加州 | 40,762平方英里（105,570平方）       | 35,898.34平方英里（92,976.3平方）   |
| 5     | 瓦爾迪茲-科爾多瓦人口普查區   | 阿拉斯加州 | 40,199.15平方英里（104,115.3平方）  | 34,319.1平方英里（88,886平方）      |
| 6     | 湖泊-半島自治市鎮             | 阿拉斯加州 | 30,906.96平方英里（80,048.7平方）   | 23,781.96平方英里（61,595.0平方）   |
| 7     | 諾姆人口普查區                | 阿拉斯加州 | 28,283.33平方英里（73,253.5平方）   | 23,000.91平方英里（59,572.1平方）   |
| 8     | 馬塔努斯卡-蘇西特納自治市鎮   | 阿拉斯加州 | 25,259.79平方英里（65,422.6平方）   | 24,681.54平方英里（63,924.9平方）   |
| 9     | 東南費爾班克斯人口普查區      | 阿拉斯加州 | 25,061.19平方英里（64,908.2平方）   | 24,814.86平方英里（64,270.2平方）   |
| 10    | 基奈半島自治市鎮              | 阿拉斯加州 | 24,754.6平方英里（64,114平方）      | 16,013.26平方英里（41,474.2平方）   |
| 11    | 迪靈漢人口普查區              | 阿拉斯加州 | 20,928.41平方英里（54,204.3平方）   | 18,674.78平方英里（48,367.5平方）   |
| 13    | 韋德-漢普頓人口普查區         | 阿拉斯加州 | 19,669.24平方英里（50,943.1平方）   | 17,193.5平方英里（44,531平方）      |
| 17    | 東阿留申自治市鎮              | 阿拉斯加州 | 15,011.6平方英里（38,880平方）      | 6,988.14平方英里（18,099.2平方）    |
| 18    | 西阿留申人口普查區            | 阿拉斯加州 | 14,116.51平方英里（36,561.6平方）   | 4,396.77平方英里（11,387.6平方）    |
| 20    | 迪納利自治市鎮                | 阿拉斯加州 | 12,774.53平方英里（33,085.9平方）   | 12,749.65平方英里（33,021.4平方）   |
| 21    | 威爾斯親王-外克奇坎人口普查區 | 阿拉斯加州 | 12,706.3平方英里（32,909平方）      | 7,410.62平方英里（19,193.4平方）    |
| 22    | 科的阿克島自治市鎮            | 阿拉斯加州 | 12,023.67平方英里（31,141.2平方）   | 6,559.85平方英里（16,989.9平方）    |
| 23    | 斯卡圭-胡納-安貢人口普查區    | 阿拉斯加州 | 11,376.73平方英里（29,465.6平方）   | 7,896.48平方英里（20,451.8平方）    |
| 32    | 亞庫塔特                      | 阿拉斯加州 | 9,459.28平方英里（24,499.4平方）    | 7,650.46平方英里（19,814.6平方）    |
| 36    | 弗蘭格爾-彼得斯堡人口普查區   | 阿拉斯加州 | 9,021.21平方英里（23,364.8平方）    | 5,834.94平方英里（15,112.4平方）    |
| 46    | 費爾班克斯-北極星自治市鎮     | 阿拉斯加州 | 7,444.02平方英里（19,279.9平方）    | 7,366.24平方英里（19,078.5平方）    |
| 91    | 錫特卡                        | 阿拉斯加州 | 4,811.53平方英里（12,461.8平方）    | 2,873.98平方英里（7,443.6平方）     |
| — (1) | 無建制自治市鎮                | 阿拉斯加州 | 323,440平方英里（837,700平方）      |                                     |